# Khan Satyr
De Khan Shatyr, vertaald als de Koninklijke Tent, is een groot transparant tentvormig bouwwerk in Nur-Sultan, de hoofdstad van Kazachstan.
De tent bereikt een hoogte van 150 meter en bedekt een gebied van 140.000 vierkante meters. Onder de tent zijn winkels gebouwd, een midgetgolf, een park, een kleine rivier en een indoor beachcentrum. De straten zijn geplaveid en er is veel ruimte voor evenementen.
Het dak is opgebouwd uit ETFE-kussens en opgehangen aan een netwerk van kabels. Het transparante materiaal laat zonlicht door. In combinatie met luchtverwarming en koelsystemen, is het ontworpen om de inwendige temperatuur tussen de 15–30 °C te houden in de hoofdruimte en tussen de 19–24 °C in de winkelunits, terwijl buiten de temperatuur varieert tussen −35 en 35 °C (−31 en 95 °F) over het hele jaar.
De Khan Shatyr werd ontworpen door de Brit Norman Foster. De bouw kostte ruim vierhonderd miljoen dollar. De tent werd in juli 2010 geopend door de Kazachse president Noersoeltan Nazarbajev.